# Индалселвен
Индалселвен (на шведски: Indalsälven) е река в Норвегия (провинция Нор-Трьонелаг) и централната част на Швеция (провинции Йемтланд и Вестернорланд), вливаща се в Ботническия залив на Балтийско море. Дължина 430 km, площ на водосборния басейн 26 727 km².

## Географска характеристика
Река Индалселвен води началото си от северния ъгъл на малкото езеро Рьоукьорн, разположена на 535 m н.в., в централната част на Скандинавските планини), на територията на Норвегия, провинция Нор-Трьонелаг. След около 10 km навлиза в Швеция и в горното си течение има южна посока, като тече в дълбока залесена долина през няколко проточни езера (Торьоен, Калшон и др.). При град Йерпен завива на изток и след около 20 km навлиза в голямото езеро Стуршон. При град Крокум изтича от езерото, тече в източна посока в дълбока долина и преминава през езерото Есунден. След изтичането си от него завива на югоизток и тече по хълмиста приморска равнина. Влива се в западната част на Ботническия залив на Балтийско море, на 16 km южно от град Тимро (лен Вестелнорланд).
Водосборният басейн на река Индалселвен обхваща площ от 26 727 km², като малка част от него е разположен на норвежка територия. Речната ѝ мрежа е двустранно развита, но с повече, по-дълги и по-пълноводни леви притоци. На североизток и юг водосборният басейн на Индалселвен граничи с водосборните басейни на реките Онгерманелвен, Юнган и други по-малки, вливащи се в Ботническия залив на Балтийско море, а на северозапад – с водосборните басейни на реките Намсен, Вердилселва, Схьордалселва и Неа вливащи се в Норвежко море.
Основни притоци: леви – Лонган (136 km, 2287 km²), Хоркан (184 km, 3990 km²), Амерон (70 km); десни – Вольоян, Дамон.
Ивдалселвен има снежно-дъждовно подхранване с ясно изразено пролетно-лятно пълноводие (май и юни) и зимно маловодие Среден годишен отток в устието 460 m³/s. През зимата замръзва за период от 4 – 5 месеца.

## Стопанско значение, селища
В средното и особено в долното течение на реката е изградена каскада от 26 ВЕЦ (Селше, Ерпстрьомен, Мидскугфорсен, Кронгеде, Свартхолсфорсен, Стадсфорсен, Хелефорс, Ерквисле и др.), които произвеждат голям процент от електроенергията в Швеция. Част от водите ѝ се използват за битово и промишлено водоснабдяване и воден туризъм. В долното течение е плавателна за плиткогазещи речни съдове. Най-големите селища разположени по течението ѝ са градовете: Йерпен, йостершунд (на брега на езерото Стуршон), Крокум, Хамарщранд, Тимро.